# هوارد كريمر
هوارد كريمر (بالإنجليزية: Howard Kremer)‏ هو رابر أمريكي، ولد في 3 فبراير 1971.

## وصلات خارجية
- الموقع الرسمي
- هوارد كريمر على موقع ميوزك برينز (الإنجليزية)
- هوارد كريمر على موقع ديسكوغز (الإنجليزية)